# العلاقات الكاميرونية الإندونيسية
العلاقات الكاميرونية الإندونيسية هي العلاقات الثنائية التي تجمع بين الكاميرون وإندونيسيا.

## مقارنة بين البلدين
هذه مقارنة عامة ومرجعية للدولتين:
| وجه المقارنة                                              | الكاميرون                      | إندونيسيا         |
| --------------------------------------------------------- | ------------------------------ | ----------------- |
| المساحة (كم2)                                             | 475.44 ألف                     | 1.90 مليون        |
| عدد السكان (نسمة)                                         | 24.05 مليون                    | 263.99 مليون      |
| الكثافة السكانية (ن./كم²)                                 | 50.58                          | 138.94            |
| العاصمة                                                   | ياوندي                         | جاكرتا            |
| اللغة الرسمية                                             | لغة فرنسية، لغة إنجليزية       | اللغة الإندونيسية |
| العملة                                                    | فرنك وسط أفريقي                | روبية إندونيسية   |
| الناتج المحلي الإجمالي (بليون دولار)                      | 34.80 مليار                    | 1.02 تريليون      |
| الناتج المحلي الإجمالي (تعادل القوة الشرائية) بليون دولار | 72.72 مليار                    | 2.85 تريليون      |
| الناتج المحلي الإجمالي الاسمي للفرد دولار أمريكي          | 1.22 ألف                       | 3.35 ألف          |
| الناتج المحلي الإجمالي للفرد دولار أمريكي                 | 2.97 ألف                       | 10.52 ألف         |
| مؤشر التنمية البشرية                                      | 0.512                          | 0.684             |
| رمز المكالمات الدولي                                      | +237                           | +62               |
| رمز الإنترنت                                              | .cm                            | .id               |
| المنطقة الزمنية                                           | توقيت غرب أفريقيا، ت ع م+01:00 |                   |

## منظمات دولية مشتركة
يشترك البلدان في عضوية مجموعة من المنظمات الدولية، منها:
| علم المنظمة | اسم المنظمة                                                | تاريخ انضمام الكاميرون | تاريخ انضمام إندونيسيا |
| ----------- | ---------------------------------------------------------- | ---------------------- | ---------------------- |
|             | وكالة ضمان الاستثمار متعدد الأطراف                         | 7 أكتوبر 1988          | 12 أبريل 1988          |
|             | الأمم المتحدة                                              | 20 سبتمبر 1960         | 28 سبتمبر 1950         |
|             | العملية المشتركة للاتحاد الأفريقي والأمم المتحدة في دارفور | ?                      | ?                      |
|             | الفريق المعني برصد الأرض                                   | ?                      | ?                      |
|             | منظمة التعاون الإسلامي                                     | ?                      | ?                      |
|             | منظمة حظر الأسلحة الكيميائية                               | ?                      | ?                      |
|             | منظمة التجارة العالمية                                     | ?                      | ?                      |
|             | منظمة الشرطة الجنائية الدولية                              | ?                      | 5 أكتوبر 1954          |
|             | مؤسسة التنمية الدولية                                      | 10 أبريل 1964          | 20 أغسطس 1968          |
|             | يونسكو                                                     | 11 نوفمبر 1960         | 27 مايو 1950           |
|             | الاتحاد البريدي العالمي                                    | ?                      | ?                      |
|             | البنك الدولي للإنشاء والتعمير                              | 10 يوليو 1963          | 13 أبريل 1967          |
|             | المنظمة الهيدروغرافية الدولية                              | ?                      | ?                      |
|             | الاتحاد الدولي للاتصالات                                   | 22 ديسمبر 1960         | 1949                   |
|             | مؤسسة التمويل الدولية                                      | 1 أكتوبر 1974          | 23 أبريل 1968          |
|             | المركز الدولي لتسوية المنازعات الاستشارية                  | 2 فبراير 1967          | 28 أكتوبر 1968         |

## أعلام
هذه قائمة لبعض الشخصيات التي تربطها علاقات بالبلدين:
- بيو باولين (لاعب كرة قدم كاميروني، 15 أبريل 1984[22] – )

## وصلات خارجية
- موقع وزارة الخارجية الكاميرونية
- موقع وزارة الخارجية الإندونيسية